# Eine wie Alaska
Eine wie Alaska (englischer Originaltitel Looking for Alaska) ist der vielfach ausgezeichnete Debütroman des US-amerikanischen Schriftstellers John Green. Der Jugendroman erschien 2005 bei Dutton (Penguin Verlag) und wurde 2007 in der deutschen Übersetzung von Sophie Zeitz im Carl Hanser Verlag veröffentlicht.
Das Buch handelt von dem 16-jährigen Miles Halter, der auf ein Internat in Alabama wechselt. Dort verliebt er sich in seine Mitschülerin Alaska Young, die ihn fasziniert und gleichzeitig überfordert. Im Laufe des Schuljahres kommen sie sich langsam näher, bis Alaska im Januar bei einem Unfall ums Leben kommt. Daraufhin beginnt Miles zusammen mit seinen Freunden, den Grund für ihren plötzlichen Tod zu finden, und erkennt dabei, wie wichtig Alaska für sie alle war.

## Aufbau und Handlung
Erzählt wird die Geschichte von Protagonist Miles Halter, der aus der Ich-Perspektive rückblickend von den Ereignissen berichtet. Dabei schildert er in chronologischer Reihenfolge detailliert einzelne Szenen.
Der Roman ist in zwei Teile gegliedert, die in der deutschen Übersetzung mit Vorher (orig. Before) und Danach (orig. After) überschrieben sind. Beide Teile sind wiederum in kurze Abschnitte eingeteilt, deren Überschrift die Anzahl der Tage bis beziehungsweise seit dem zentralen Ereignis, dem Tod Alaskas, angeben. So beginnt das Buch mit dem Abschnitt Einhundertsechsunddreißig Tage vorher und endet mit Einhundertsechsunddreißig Tage danach. Es werden jedoch immer wieder Tage und ganze Wochen übersprungen, die im darauffolgenden Abschnitt zumeist kurz resümiert werden.

### Vorher
„Nun mache ich mich auf die Suche nach dem großen Vielleicht“

Der erste Teil des Romans beginnt mit einer Abschiedsparty, die Miles’ Eltern für ihren Sohn veranstalten. Der 16-jährige Teenager wird seine Heimat Florida verlassen, um in Alabama das Internat Culver Creek zu besuchen. Wie Miles erwartet, erscheinen nur zwei Personen zu der Feier, da er an seiner bisherigen Schule nicht beliebt ist.
Als seine Eltern ihn fragen, weshalb er sich entschlossen hat, nach Culver Creek zu wechseln, zitiert er die letzten Worte des französischen Dichter Rabelais: Er möchte sich auf „die Suche nach dem großen Vielleicht“ machen. Die letzten Worte berühmter Persönlichkeiten zu finden und zu lernen ist das Hobby von Miles.
In Culver Creek lernt Miles zunächst seinen Zimmerkollegen Chip Martin kennen, der den Spitznamen „The Colonel“ trägt. Miles erhält von ihm den Spitznamen „Pummel“ (orig. Pudge), „weil […][er] ne Bohnenstange […] ist. Das nennt man Ironie.“ Mit diesem Namen stellt der Colonel ihn auch Alaska Young vor, in die sich Miles auf den ersten Blick verliebt.

„[…] vor mir stand in abgeschnittenen Jeans und rosa Unterhemd das heißeste Wesen, das die Welt je gesehen hatte.“

In seiner ersten Nacht wird Miles von einigen Tagesschülern mit Klebeband gefesselt und in den See auf dem Schulgelände geworfen. Der Grund dafür scheint zu sein, dass er mit dem Colonel das Zimmer teilt. Daraufhin beschließen Alaska, der Colonel und Miles, es den Tätern mit einem eigenen Streich heimzuzahlen.
Im Laufe des Romans wächst Miles’ Zuneigung zu Alaska, die jedoch einen Freund auf dem College hat. Dennoch gibt sie Miles des Öfteren zu verstehen, dass auch sie Gefühle für ihn hat. So bittet Alaska ihn, über Thanksgiving mit ihr in der Schule zu bleiben und nicht nach Hause zu seinen Eltern zu fahren.
Dennoch stellt sie ihm die aus Rumänien stammende Lara Buterskaya vor, die schließlich Miles’ Freundin wird.
Während eines groß angelegten Streichs gegen die Tagesschüler übernachten Miles, Alaska, Lara und Takumi, ein weiterer Freund, in einer Scheune vor dem Schulgelände. Im Laufe des Abends erfahren sie von Alaska, dass sie als 8-Jährige den Tod ihrer Mutter erlebte. Statt den Notruf zu wählen, sah sie vor Angst gelähmt dabei zu, wie ihre Mutter an einer Hirnblutung starb. Obwohl ihr Vater ihr schließlich verzieh, fühlt sie sich schuldig.
Zwei Tage später spielen der Colonel und Alaska, die beide betrunken sind, mit Miles Wahrheit oder Pflicht. Gleich Alaskas erste Aufgabe für Miles lautet „Küss mich.“ Später am Abend telefoniert Alaska mit ihrem Freund und kehrt aufgewühlt und hysterisch aufs Zimmer zurück. Sie bittet Miles und den Colonel, ihr dabei zu helfen, unbemerkt das Schulgelände zu verlassen. Trotz Bedenken und ohne ihr Ziel zu kennen, unterstützen sie die betrunkene Alaska dabei, mit ihrem Auto davonzufahren.

### Danach
Der zweite Teil des Buchs beginnt mit einer Vollversammlung der Schulgemeinde, auf der „Der Adler“ (orig. The Eagle), der Kontaktlehrer Mr. Starnes, den Schülern mitteilt, dass Alaska bei einem Autounfall ums Leben gekommen ist. Miles, der auf eine Fortsetzung der Romanze gehofft hatte, ist verzweifelt und gibt sich allein die Schuld an ihrem Tod:

„Ich dachte: Ich bin Schuld.
Ich dachte: Mir ist schlecht.
Ich dachte: Ich muss kotzen.“

Nachdem sie den ersten Schock überwunden haben, versuchen Miles und der Colonel herauszufinden, was in der Nacht geschehen ist. Beide fühlen sich schuldig an Alaskas Tod, da sie zugelassen haben, dass sie betrunken Auto fährt. Sie halten deshalb vor den anderen geheim, was an dem Abend zuvor passiert ist.
Im Laufe der nächsten Wochen durchsuchen sie Alaskas Zimmer, sprechen mit einem Polizisten, der Augenzeuge des Unfalls war, und versuchen im Selbstversuch herauszufinden, wie betrunken Alaska zum Zeitpunkt ihres Todes war. Dabei kommen sie zu dem Schluss, dass Alaskas Unfall Suizid gewesen sein könnte, auch wenn sie kein Motiv dafür erkennen.
Während die Schulleitung im Gedenken an Alaska einen Spielplatz bauen lässt, spielen ihre Freunde ihr zu Ehren einen Streich an der Schule. Für den „Expertentag“, an dem auswärtige Redner Vorträge für die Schüler halten, engagieren sie einen Stripper, der unter dem Decknamen Dr. William Morse einen Vortrag über die Sexualität von Jugendlichen hält.
Erst kurz vor Ende des Schuljahres erkennen Miles und der Colonel durch Zufall eine Verbindung von Alaskas Unfall mit dem frühen Tod ihrer Mutter: Alaska hatte zu jedem Todestag weiße Blumen auf ihr Grab gelegt, aufgrund der Ereignisse zuvor hat sie den Jahrestag dieses Mal jedoch vergessen. Voller Verzweiflung darüber und über ihre Schuld am frühen Tod ihrer Mutter wollte sie dies nachholen. Damit ist ein Motiv für den eventuellen Suizid gefunden. Bis zuletzt wird jedoch offen gelassen, ob Alaskas Tod wirklich Selbstmord oder ein Unfall war. In einem Brief berichtet Takumi dem Colonel und Miles zu Beginn der Sommerferien, dass er Alaska in der Nacht ihres Tods noch gesehen und gesprochen hat. Dadurch teilt er nun die Schuld am Tod Alaskas mit seinen Freunden.

## Entstehung und Hintergrund

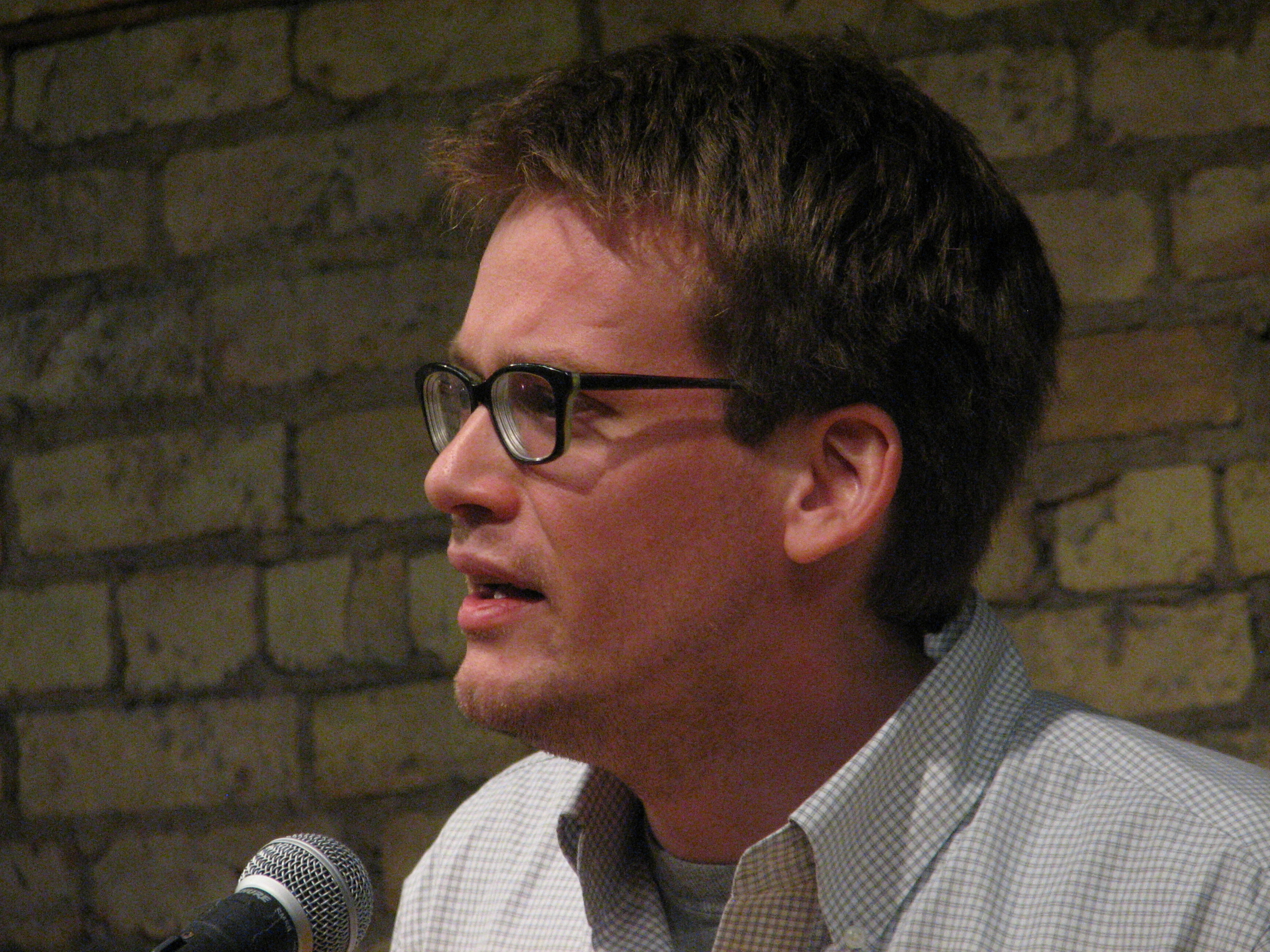
John Green (2008)

John Green begann die Arbeit an Eine wie Alaska im Herbst 2001, nachdem er eine Weile für Booklist, das Magazin der American Library Association, gearbeitet hatte. Dort kam er zum ersten Mal mit moderner Jugendliteratur in Berührung und entdeckte diese als sein Metier. Green schrieb das Buch nach eigenen Angaben in drei bis vier Jahren, wobei sich die Arbeit durch die Trennung von seiner damaligen Freundin verzögerte. Zudem schrieb er nach einem ersten Entwurf fast den gesamten Roman neu.
Die Handlung und die Personen in Eine wie Alaska basieren zu weiten Teilen auf John Greens eigenen Erfahrungen während seiner Zeit an der High School. Genau wie Miles wuchs er in Florida auf. Zudem war auch er seit der Middle School unbeliebt und wechselte nach seinem ersten Jahr in der High School auf ein Internat in der Nähe von Birmingham, Alabama, die Indian Springs School, an der er 1995 seinen Abschluss machte. Nach eigener Aussage ist Culver Creek nahezu identisch mit der Indian Springs School im Jahr 1995, viele der im Roman beschriebenen Schauplätze finden sich auch auf dem Gelände des realen Vorbilds. Der Streich mit dem Stripper, den Miles und seine Freunde am Ende des Schuljahres spielen, basiert auf einem sehr ähnlichen Streich, den John Green und seine Mitschüler zum Abschluss ihrer Schulzeit organisierten.
Ebenso wie Miles beschäftigt sich John Green seit seiner Jugend mit den letzten Worten berühmter Persönlichkeiten. Im Nachwort zu Eine wie Alaska weist Green darauf hin, dass er die beiden wichtigen letzten Worte des Buchs, die von Rabelais und Bolívar, aus jeweils mehreren überlieferten Varianten gezielt für die Geschichte ausgewählt hat. Auf seiner Website gibt er zudem die Quellen aller verwendeten letzten Worte an.
Auf die Frage von Lesern, was genau mit Alaska passiert sei, antwortete Green auf seiner Homepage, dass er „nicht mehr darüber weiß, was mit Alaska passiert ist, als ihr wisst.“ Dies sei ihm auch bei der Arbeit an dem Buch bewusst gewesen. Green überlässt es damit dem Leser, ob er den Tod Alaskas als Unfall oder Suizid bewertet.

## Rezeption
Sowohl von den jugendlichen Lesern als auch von der Kritik wurde der Roman positiv aufgenommen. Insbesondere hervorgehoben wurden die Nähe John Greens zu seinen Figuren, die Realitätstreue und die Tatsache, dass Looking for Alaska das erste Buch des Autors ist.
Das US-amerikanische Magazin KLIATT verglich die Geschichte von Miles mit der von Holden Caulfield in Der Fänger im Roggen von J. D. Salinger, einem Klassiker der amerikanischen Jugendliteratur.

### Auszeichnungen
Eine wie Alaska wurde international mit mehreren bedeutenden Preisen ausgezeichnet. Ein Jahr nach der Erstveröffentlichung wurde John Green für sein Werk 2006 der Michael L. Printz Award für besondere Verdienste um die US-amerikanische Jugendliteratur verliehen. Im selben Jahr stand Eine wie Alaska zudem auf der Liste der besten Jugendbücher der Amerikanischen Bibliotheksgesellschaft ALA (ALA Best Books for Young Adults), bekam einen Teens’ Top 10 Award und war ein Quick Pick for Reluctant Young Adult Readers. Bereits 2005 war Eine wie Alaska zudem auf der Auswahlliste zum Los Angeles Times Book Prize.
In Deutschland war der Roman 2008 für den Deutschen Jugendliteraturpreis sowohl in der Sparte Jugendbuch als auch für den Preis der Jugendjury nominiert. Besonders hervorgehoben wurde von der Jugendjury dabei, dass die Geschichte „lebensnah“ und „spannend geschrieben“ sei. Auch die Jury der Sparte Jugendbuch lobte den Autor:

„John Green gelingt eine temporeich erzählte und unterhaltsame Internatsgeschichte mit allem was an Streichen und heimlichen Gerauche und Getrinke dazugehört. Vor allem aber porträtiert er beeindruckend die Mitschülerin Alaska, als Projektionsfläche aller Jungen-Sehnsüchte und als irisierend gezeichnete Borderline-Persönlichkeit.“

Im selben Jahr war Eine wie Alaska auch auf der Shortlist der österreichischen Jury der jungen Leser in der Altersgruppe 15/16 Jahre sowie auf der Empfehlungsliste des Katholischen Kinder- und Jugendbuchpreises der Deutschen Bischofskonferenz.
Im März 2007 wurde der Roman mit dem LUCHS des Monats ausgezeichnet, der von der Wochenzeitung Die Zeit und Radio Bremen vergeben wird. Auch hier befand die Jury, dass Green „dicht am Lebensgefühl seiner Personen“ sei und „ihre ganz spezielle Sprache“ kenne.
Weitere Auszeichnungen im deutschsprachigen Raum waren unter anderem ein Bronzener Lufti (Juli 2007), der Titel JuBu Buch des Monats (April 2007) sowie im Februar 2007 das Prädikat Buch des Monats des Instituts für Jugendliteratur. In den USA wurde das Buch darüber hinaus als A New York Public Library Book for the Teen Age und A Booklist Editor’s Choice Pick benannt, zudem war es Teil der Barnes & Noble Discover Great New Writers Selection und Borders Original Voices Selection.

### Kontroverse in den USA
In den Vereinigten Staaten wurde das Buch mehrfach als pornografisch und abstoßend bezeichnet, da es sexuelle Handlungen schildert. Auch der Umgang der Hauptpersonen mit Alkohol und Zigaretten sowie ihr Verhalten gegenüber Autoritäten wurde kritisiert. Damit einher gingen Forderungen, vor allem von Eltern, das Buch als Schullektüre zu verbieten.
Diesen Bemühungen um ein Verbot widersprachen verschiedene Interessengruppen, die sich gegen eine Zensur von Literatur wenden. Ihnen zufolge sind die beanstandeten Inhalte wichtig für die Erzählung und bieten zudem die Gelegenheit, über Themen wie Sexualität und Drogen zu sprechen. Darüber hinaus dürfe nicht von einer Minderheit bestimmt werden, was in den Schulen als Lektüre gelesen werde. Dies sei allein die Aufgabe der dafür ausgebildeten Lehrkräfte.
Auch John Green selbst hat zu den Vorwürfen, sein Werk sei pornografisch, mehrfach Stellung bezogen.
Zudem warf er den Kritikern vor, dass sie die beanstandeten Szenen isoliert und nicht im Zusammenhang der Geschichte betrachten würden. So erklärte er in einem Interview:

„Manche Leuten sagen: „Sie haben ein schmutziges, schmutziges Buch geschrieben.“ Aber es enthält viele altmodische Werte und sogar eine ganze Menge Religion. Es gibt manche Erwachsene, die denken, dass die einzige Moral von Bedeutung die sexuelle Moral ist. Dadurch übersehen sie alles andere, was in diesem Buch passiert.“

Im deutschen Sprachraum kam diese Kritik nicht auf, übereinstimmend wurde das Buch von Verlag und Kritikern für Jugendliche ab 12 oder 13 Jahren empfohlen, während es in den USA teilweise ähnlich, teilweise aber auch als Lektüre für deutlich ältere High-School-Schüler eingestuft wurde.

## Verfilmung
Bereits 2005 sicherte sich Paramount Pictures die Rechte an der Verfilmung. Als Drehbuchautor und Regisseur war zunächst Josh Schwartz, der Erfinder von O.C., California, vorgesehen, produziert werden sollte die Verfilmung von Mark Waters (unter anderem Freaky Friday) und Jessica Tuchinsky. In seinem Videoblog gab John Green bekannt, dass der Titel des Filmes in Anlehnung an das Hobby des Protagonisten Famous Last Words (dt. Berühmte letzte Worte) lauten werde. Zudem sei die Handlung gegenüber dem Buch stark verändert worden.
Im März 2009 äußerte sich John Green in einem Interview negativ über die schleppende Produktion des Filmes und sagte, er wäre in Anbetracht der Umstände „nicht böse darum, wenn der Film nicht realisiert wird“. 2010 schrieb der Autor auf seiner Website, dass die Produktion des Films auf unbestimmte Zeit verschoben sei. Das Drehbuch von Schwartz sei hervorragend, jedoch scheine Paramount Pictures kein Interesse an einer Realisierung zu haben.
Am 26. Juni 2014 gab Green über Twitter bekannt, dass Sarah Polley als neue Regisseurin und Drehbuchautorin unter Vertrag genommen wurde. Er selbst sei ein großer Fan von Polley und freue sich auf ihre Umsetzung des Buches.
Im Juni 2015 wurde bekannt, dass nunmehr Rebecca Thomas als Regisseurin des Films vorgesehen ist. Die aktuelle Drehbuchfassung stammt von Scott Neustadter und Michael H. Weber, die bereits das Drehbuch für Das Schicksal ist ein mieser Verräter verfasst haben.
Im Mai 2018 gab die VoD-Plattform Hulu bekannt, dass Paramount TV und Fake Empire eine achtteilige Realserie unter der Führung von Josh Schwartz produzieren werden. John Green wird an der Serienumsetzung seines Buches als Executive Producer beteiligt sein, gemeinsam mit Stephanie Savage, Jessica Tuchinsky, Mark Waters and Marty Bowen. Die Ausstrahlung der Serie Eine wie Alaska begann im Oktober 2019. 

## Ausgaben
- John Green: Looking for Alaska. Penguin Group (USA), März 2005, ISBN 978-0-525-47506-4 (Erstausgabe)
- John Green: Looking for Alaska. Penguin Group (USA), Dezember 2006, ISBN 978-0-14-240251-1 (Taschenbuch)

Daneben existieren weitere Taschenbuch-Ausgaben.
Seit seinem Erscheinen 2005 ist Looking for Alaska bisher in mehr als zehn Sprachen übertragen worden.

### Deutsche Ausgaben
- John Green: Eine wie Alaska. Deutsch von Sophie Zeitz. Hanser Verlag. München 2007, ISBN 978-3-446-20853-7 (Deutsche Erstausgabe)
- John Green: Eine wie Alaska. Deutsch von Sophie Zeitz. Reihe Hanser im Deutschen Taschenbuch Verlag, München 2009, ISBN 978-3-423-62403-9 (Taschenbuch)

### Hörbuch
- John Green: Eine wie Alaska. Deutsch von Sophie Zeitz, gesprochen von Andreas Fröhlich. Silberfisch bei Hörbuch Hamburg, Hamburg 2008, ISBN 978-3-86742-642-8 (Ungekürzte Lesung).